# Sociedad de cuartetos de Madrid
La Sociedad de cuartetos de Madrid (1863-1894) est une société fondée à Madrid par Jesús de Monasterio, Juan María Guelbenzu, en 1863, dans le but de faire connaître les œuvres des grands compositeurs de musique de chambre. 
Elle a été pionnière dans l'interprétation de la musique de chambre classique et romantique européenne, principalement, allemande. Elle avait un vaste répertoire d'œuvres jamais jouées dans la Péninsule de compositeurs comme Mendelssohn, Brahms, Antonín Dvořák, ou Svendsen, et, parfois, Wagner. Plus tard, avec la collaboration du violoncelliste Victor de Mirecki, elle a aussi abordé la musique de chambre française, particulièrement Lalo et Saint-Saëns. Elle a également travaillé à la promotion de compositeurs espagnols, créant des œuvres de Pedro Marqués, Ruperto Chapí et Tomás Bretón. 
Durant sa première saison, la société comprenait les pianistes Mariano Vázquez Gómez (es) et Guelbenzu, les violonistes Rafael Pérez et Monasterio lui-même, l'altiste Tomás Lestán, et le violoncelliste Ramón Rodríguez Castellano, remplacé plus tard par Victor de Mirecki. Ses tournées ont parcouru toute l'Espagne et le Portugal, la France et l'Angleterre durant plus de 30 ans, et son action a suscité la création de sociétés de musique du même type dans toute la Péninsule. 
Elle a été dissoute en 1894.